# Мали еснафски дом
Мали еснафски дом (лат. Mazā Ģilde) је грађевина у Риги, престоници Летоније.
Еснаф је основан средином 14. века удруживањем ришких занатлија. То се догађало у време изградње Риге и он је постављао правила рада занатлија. Данашње здање подигнуто је између 1864. и 1866. према нацртима реномираног архитекте Јохана Данијела Фелска. Грађевина је типичан пример британског нео-готичког стила. Ентеријер је рестауриран 2000. године.